# Jordan Woods-Robinson

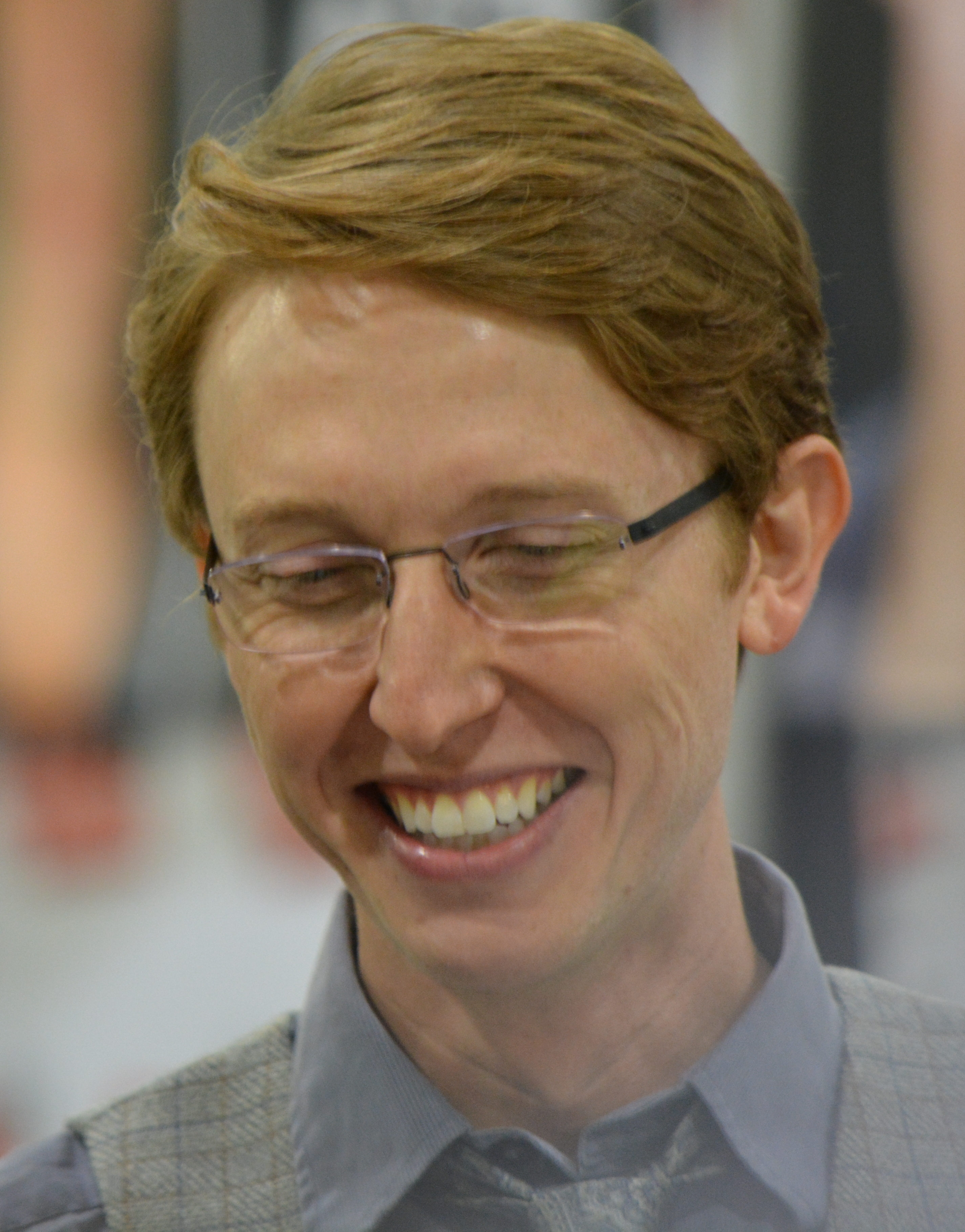
Jordan Woods-Robinson (2016)

Jordan Woods-Robinson (* 24. April 1985 in Bybee, Tennessee) ist ein US-amerikanischer Schauspieler und Musiker. Bekanntheit erlangte er vor allem durch die Rolle des Eric Raleigh aus der Serie The Walking Dead.

## Leben und Karriere
Jordan Woods-Robinson wuchs auf einer Farm mit Tierauffangsstation im Osten des US-Bundesstaates Tennessee auf. Nach dem Schulabschluss zog er nach New York City, um dort zunächst ein Schauspielstudium an der Tisch School of the Arts aufzunehmen. Dieses schloss er mit Auszeichnung und dem Bachelor of Fine Arts im Fach Theater erfolgreich ab. Seit seinem vierten Lebensjahr spielt er die Fidel und beherrscht heute zudem Gitarre, Bass, und die Mandoline. Nach dem Abschluss wurde er ab 2007 ein Teil der Blue Man Group und tourte mit dieser unter anderem durch New York, Chicago, Orlando und Las Vegas.
Ebenfalls 2007 war Woods-Robertson im Kurzfilm Walls zum ersten Mal vor der Kamera zu sehen. Seine nächsten Rollen übernahm er mit Gastauftritten in den Serien Springfield Story, Army Wives, Drop Dead Diva und Magic City. 2010 wurde er als Kip in einer Nebenrolle im Filmdrama Angel Camouflaged besetzt. 2012 war er in einer kleinen Rolle im französischen Filmdrama Le capital zu sehen. Ein Jahr darauf trat er als Alan Whitehall im Film Missionary auf. 2014 erhielt er eine kleine Rolle in Die Tribute von Panem – Mockingjay Teil 1. 2015 trat er als Mr. Oldfield im Thriller Die Vorsehung auf. Im selben Jahr wurde er für die fünfte Staffel der Serie The Walking Dead für die Rolle des Eric Raleigh besetzt. Durch diese Rolle wurde ein größeres Publikum auf ihn aufmerksam. Er spielte sie bis zur achten Staffel aus dem Jahr 2017. Ebenfalls 2017 war er als Lt. Randall Clarke in einer wiederkehrenden Rolle in Nashville zu sehen. Es folgten Auftritte in den Serien Good Behavior, Homeland, David Makes Man, Die Helden der Nation und Loki.
Woods-Robinson ist Mitbegründer des Aufnahmestudios SOSstudio, das neben reinen Aufnahmen, auch Technik für verschiedenste Künstler bereitstellt.

## Filmografie (Auswahl)
- 2007: Walls (Kurzfilm)
- 2009: Springfield Story (Guiding Light, Fernsehserie, 2 Episoden)
- 2009: Army Wives (Fernsehserie, Episode 3x02)
- 2009: Just Another Day
- 2009: Drop Dead Diva (Fernsehserie, Episode 1x11)
- 2009: Scare Zone
- 2010: Angel Camouflaged
- 2011: Kein Mittel gegen Liebe (A Little Bit of Heaven)
- 2012: Le capital
- 2012: Magic City (Fernsehserie, 2 Episoden)
- 2013: Missionary
- 2014: Red Band Society (Fernsehserie, Episode 1x02)
- 2014: Die Tribute von Panem – Mockingjay Teil 1 (The Hunger Games: Mockingjay – Part 1)
- 2015: Die Vorsehung (Solace)
- 2015–2017: The Walking Dead (Fernsehserie, 16 Episoden)
- 2016–2017: Good Behavior (Fernsehserie, 2 Episoden)
- 2017: Nashville (Fernsehserie, 4 Episoden)
- 2018: Homeland (Fernsehserie, Episode 7x02)
- 2018: The Unfinished Case (Kurzfilm)
- 2019: David Makes Man (Fernsehserie, Episode 1x04)
- 2020: Die Helden der Nation (The Right Stuff, Fernsehserie, Episode 1x02)
- 2021: Loki (Fernsehserie, Episode 1x02)